# Marcus von Niebuhr
Marcus Carsten Nicolaus von Niebuhr, född den 1 april 1817 i Rom, död den 1 augusti 1860 i Oberweiler bei Badenweiler, var en tysk journalist och politiker, son till Barthold Georg Niebuhr, sonson till Carsten Niebuhr.
Niebuhr var 1848-49 medarbetare i flera konservativa tidningar i Preussen och blev 1850 regeringsråd hos Fredrik Vilhelm IV. Han blev 1854 också utnämnd till kabinettsråd, och inträdde även i det preussiska statsrådet. Som rådgivare åt den preussiske kungen utövade han stort inflytande i konservativ riktning, men överbevisades 1856 om hemlig förbindelse med ryska regeringen bakom preussiska ministeriets rygg och måste avgå. 
I Geschichte Assurs und Babels (1857) sökte han påvisa överensstämmelse mellan Bibelns uppgifter och upplysningar hämtade från kilskrifter.